# Велс (посёлок)
Велс — посёлок на севере Красновишерского района Пермского края. Входит в состав Вайского сельского поселения.

## Описание
Расположен на левом берегу реки Вишера при впадении в неё реки Велс, примерно в 44 км к северо-востоку от центра поселения, посёлка Вая, и в 140 км к северо-востоку от районного центра, города Красновишерск.
Четыре десятка домов, два магазина, школа (с 2009 года — девятилетка). Электроснабжение посёлка — автономное, дизель-генератор. Не имеет связи, и единственным способом позвонить является таксофон, карточки для которого можно приобрести в городе Красновишерск. Два раза в неделю из районного центра ходит камаз-вахта.
Основные поселковые занятия: рыбалка, собирательство, лесозаготовка. Из туристических достопримечательностей следует отметить велсовскую пещеру, а также горы Чувал и Юбрышку, расположенные невдалеке от посёлка.

## Население
| 2010 |
| ---- |
| 198  |

## Топографические карты
- Лист карты P-40-117,118 Велс. Масштаб: 1 : 100 000. Состояние местности на 1982 год. Издание 1987 г.